# Сант мат
Сант мат (хинди संत मत) — средневековое религиозное движение бхакти, появившееся в северной части Индийского субконтинента в XIII веке. Санты придерживались эгалитарных взглядов, выступая против качественных различий индийской кастовой системы и против проведения различий между индусами и мусульманами.
Сантов можно разделить на две основные группы: северную группу из региона Пенджаба, Раджастхана и Уттар-Прадеш, которые использовали язык хинди (брадж) для религиозного выражения, и на южную группу, чьим языком был маратхи (представленную Намдевом и другими сантами Махараштры). Основателем движения является Кабир, а ключевым текстом Анураг Сагар. Наиболее известными сантами были Намдев, Сант Кабир, Равидас, Гуру Нанак, Мирабай, Гуру Ангад, Сурдас, Гуру Амар Дас, Гуру Рам Дас, Даду Даял, Гуру Арджан Дэв, Тулсидас, Гуру Хар Гобинд, Тукарам, Гуру Хар Рай, Гуру Хар Кришан, Гуру Тегх Бахадур, Гуру Гобинд Сингх, Сант Ратнагар Рао Джи, Сант Тулси Сахиб.

## Этимология
В буквальном переводе сант мат означает «путь святых», «путь истины» или «правильный путь». Термин сант происходит от санскритского слова сат (санскр. सद) имеющего несколько значений («истинный», «реальный», «честный», «правильный»). Корневое значение слова — «осознавший истину» или «постигший высшую реальность». Термин «сант» приобрёл общее значение «добродетельный человек», но в основном используется по отношению к поэтам-сантам средневековой Индии.

## История и основные особенности
Взгляды сантов и их социально-религиозные отношения были основаны на принципах бхакти (любовной преданности Богу), в том виде, в каком те были описаны за тысячелетия до этого в «Бхагавад-гите». Движение Сант мат не было однородным. Различные его течения и учителя имели общие обычаи как друг с другом, так и с традициями, которым они противостояли. Санты скорее были группой разнообразных духовных личностей, чем определённой религиозной традицией, хотя все они признавали общность своих духовных корней.
В движении Сант мат не было сектантских границ и ему были чужды брахманские концепции каст и богослужений. Поэты-санты сочиняли свою поэзию на местных языках, обращаясь к простому народу на хинди и маратхи. Они говорили о спасительной силе «Святого имени» и отвергали религиозные ритуалы как не имеющие значения. Санты проповедовали идею, что истиной религией было предание Богу «обитающему в сердце» В традиции Сант мата также говорилось о необходимости принятия живущего духовного учителя, которого называют уважительным титулом Сатгуру, или «совершенный учитель».
Первое поколение североиндийских сантов, (к которому принадлежали Кабир и Равидас), появилось в регионе Варанаси в середине XV века. До них были две известные фигуры XIII и XIV века — Намдев и Рамананда. Последний, согласно традиции Сант мата, был вайшнавским рамаитским аскетом, давшим духовное посвящение Кабиру, Равидасу и другим сантам. Другие варианты истории жизни Рамананды даются последователями его линии, монахами рамананди, другими сантами, и позднее — сикхами. Общепринятым фактом из его жизни является то, что он принимал в ученики представителей всех каст, за что подвергался критике со стороны ортодоксальных индуистских брахманов. Ученики Рамананды стали первым поколением сантов. Парампара сантов продолжила своё существование на протяжении веков, хотя ряд поэтов-сантов основали свои религиозные школы.
Формально, пути Сант мата следовало лишь небольшое число индуистов, но традиция оказала заметное влияние на последователей различных движений и течений. Бхаджаны авторства таких сантов как Мирабай продолжают оставаться популярными в Индии и в индуистских общинах за её пределами. В средневековой и современной Индии, традиция Сант мата является единственной, сумевшей успешно превзойти барьеры между индусами и мусульманами. Согласно Джулиусу Липнеру, религиозное учение сантов оказало «освобождающее» влияние на жизнь многих индусов.

## Родственные движения
Считается, что классические гностики, средневековые суфийские поэты, такие как Шамс Тебризи, Джалаладдин Руми и Хафиз Ширази, а также синдхские поэты имеют много общего с поэтами-сантами. Движение Радхасвами в Северной Индии рассматривает себя как основного современного продолжателя традиции сантов и их учения. То же утверждают последователи течения кабирпантх, сикхи и некоторые другие движения.
К современному движению Сант мат также относят себя: организация Сант Мат «Путь мастеров» Сант Балджита Сингха, Пьер Франко Марченаро (преемник Сант Кирпала Сингха) и Мастер Чинг Хай (преемник Сант Тхакара Сингха), ветка Мастаны Джи, одного из учеников Бабы Саван Сингха. Некоторые религиоведы считают современными продолжателями движения Сант мат «Миссию божественного света» Гуру Махарадж-джи (Према Равата) и движение эканкар, которые Джеймс Льюис называет «выражением древней веры в новом контексте».

## Запреты на деятельность, связанную с Сант мат
В России в 2024 году суд ликвидировал организацию, заявлявшую о принадлежности к Сант мат, по причине использования методов, вызывающих изменённое состояние сознания, что требует медицинской лицензии и подготовки специалистов.